# Lemnalia acutispiculata
Lemnalia acutispiculata is een zachte koraalsoort uit de familie Nephtheidae. De koraalsoort komt uit het geslacht Lemnalia. Lemnalia acutispiculata werd in 1969 voor het eerst wetenschappelijk beschreven door Verseveldt. 